# Ходзьо Хіротокі
Ходзьо Хіротокі (1279 — 18 серпня 1315) — 12-й сіккен Камакурського сьоґунату у 1312—1315 роках.

## Життєпис
Походив з самурайського роду Ходзьо. Син Ходзьо Токімури і онук Ходзьо Масамури, 7-го сіккена. Народився у 1279 році. Здобув класичну освіту. 1293 року після церемонії гемпуку (повноліття) отримав молодший п'ятий ранг. Стає молодшим секретарем в уряду сьогунату (бакуфу). 1299 року очолив одну з частин імператорської гвардії.
1301 року увійшов до державної ради сьогунату Хіоджошю. До 1304 року обіймав різні посади в цьому важливому органі. 1305 року внаслідок заколоту Ходзьо Мунетаки загинув батько Хіротокі. 1306 року надано старший п'ятий ранг. 1307 року призначено кокусі провінції Мусасі. 1309 року очолив юріайшю (виконавчий орган сьогунату), що керував самураями. 1311 року призначено реншо (помічником сіккена). 1312 року після смерті Ходзьо Муненобу стає новим сіккеном. Чимось суттєвим урядування Хіротокі не відзначилася. До того ж впливовими залишалися Адаті Токіакі, бабця токусо (офіційно голови клану Ходзьо) Ходзьо Такатокі і міністра Наґасакі Такасуке.
Помер Ходзьо Хіротокі у 1315 році.